# Eternia
Eternia – drugi album studyjny polskiego rapera Eldo. Wydawnictwo ukazało się 13 września 2003 roku nakładem wytwórni muzycznej Blend Records. Płytę poprzedził singel do utworu „Mędrcy z kosmosu”. Do piosenki został zrealizowany także teledysk. Kolejne wideoklipy powstały do utworu tytułowego oraz kompozycji „Tylko słowo”. Promocji płyty towarzyszyła również linia odzieżowa „Eternia” wyprodukowana przez popularną wówczas firmę Mass Denim.
Nagrania dotarły do 8. miejsca listy OLiS. Pewną popularność zyskały także pochodzące z płyty piosenki „Mędrcy z kosmosu” i „Tylko słowo” notowane na Szczecińskiej Liście Przebojów Polskiego Radia, odpowiednio na pozycjach 8. i 20. W 2006 roku ukazała się reedycja albumu.

## Lista utworów
Na podstawie źródła.
1. „Tylko słowo” (prod. Ajron) – 3:04
2. „Chodź ze mną” (prod. Webber)[A] – 3:12
3. „Mędrcy z kosmosu” (prod. Webber)  – 3:03
4. „Oryginalny Pilsner (My!)” gościnnie: Indy & Wich, Pjus (prod. DJ Wich) – 4:30
5. „Odpowiedzialność” (prod. Joter) – 2:55
6. „Zza szyby” (prod. Ajron) – 3:10
7. „Abstrakt Skit” (prod. Ajron) – 0:55
8. „Plaża” (prod. Ajron)[B] – 4:34
9. „Autobus 522” (prod. Joter) – 2:44
10. „Myśli (Ring Ring)” (prod. Webber) – 2:16
11. „Eternia” (prod. Zjawin)[C] – 3:20
12. „Połamany ludzik” (prod. Webber) – 3:00
13. „List z ziemi” gościnnie: Nuno (prod. Supra) – 3:48

Notatki
- A^ W utworze wykorzystano sample z piosenki „Zasnęło we mnie wszystko” w wykonaniu zespołu Zdzisławy Sośnickiej[7].
- B^ W utworze wykorzystano sample z piosenki „Зачем сидишь до полуночи” w wykonaniu Żanny Biczewskiej[7].
- C^ W utworze wykorzystano sample z piosenki „Małe jeziora” w wykonaniu Haliny Frąckowiak[7].